# Gozdnica
Gozdnicaⓘ (até 1946, em alemão: Freiwaldau) é um município e uma comuna urbana no oeste da Polônia. Pertence à voivodia da Lubúsquia, no condado de Żagań.
Estende-se por uma área de 23,9 km², com 2 927 habitantes, segundo o censo de 31 de dezembro de 2021, com uma densidade populacional de 122,5 hab./km².
Gozdnica recebeu os direitos de cidade em 9 de maio de 1556, foi destituída em 1856 e voltou a receber os direitos de cidade em 1 de janeiro de 1967.

## Localização
Gozdnica está localizada perto da fronteira com a voivodia da Baixa Silésia, 25 km a sudoeste de Żagań e a 15 km da fronteira polaco-alemã, nas estradas provinciais n.º 300 e n.º 350, no meio da Floresta da Baixa Silésia, no rio Czernica.
Gozdnica está localizada na histórica Baixa Silésia.

## Estrutura da superfície
Segundo os dados de 2002, Gozdnica tem uma área de 23,97 km², incluindo:
- Terras agrícolas: 20%
- Terras florestais: 68% (Florestas da Baixa Silésia)

## História

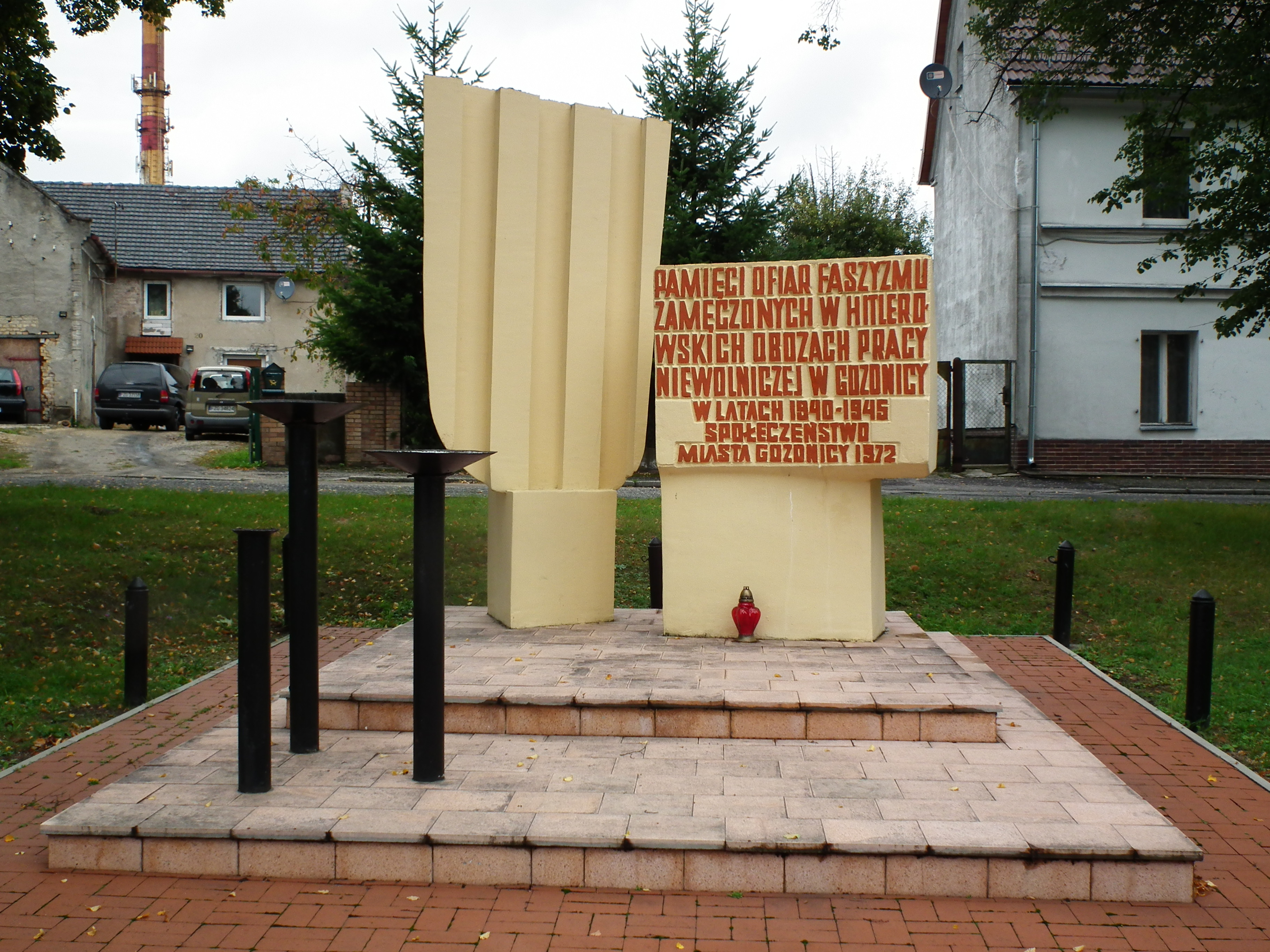
Memorial às vítimas dos campos de trabalho escravo alemães que operaram ao redor da cidade

Em 1285, Gozdnica recebeu o foral de cidade. No século XVIII, a mais antiga igreja sobrevivente da cidade, a igreja do Espírito Santo, foi construída no assentamento. Em 1413, como parte do “estado de Przewóz”, foi incorporada ao Ducado de Żagań. Em 1556, Fernando I Hamburgo concedeu à cidade o privilégio de realizar duas feiras por ano. No século XVII, a cidade foi destruída por guerras e incêndios, o artesanato entrou em declínio e, em 1752, as autoridades prussianas privaram Gozdnica de seus direitos municipais.
No século XIX, com base nos abundantes depósitos de argila extraídos, entre outros, da Mina de Gozdnica, a indústria de cerâmica se desenvolveu; depois de 1885, Gotfryd Sturm abriu duas fábricas de telhas. Após a Segunda Guerra Mundial, as fábricas funcionaram sob o nome de Gozdnickie Zakłady Ceramiki Budowlanej e, depois da fusão com a Lubskie Zakłady Ceramiki Budowlanej, em Lubsko, entre 1971 e 1991, como Lubuskie Przedsiębiorstwo Ceramiki Budowlanej.
Em 1896, foi inaugurada a linha ferroviária para Ruszów. Entre 1929 e 1930, foi construída a igreja de São Lourenço. Na década de 1930, um campo de aviação foi construído ao norte da cidade pela Luftwaffe.
Em 21 de fevereiro de 1945, as tropas do Exército Vermelho entraram em Gozdnica e 30% dos edifícios foram destruídos. Posteriormente, o quartel-general do 33.º Regimento de Infantaria de Nysa do exército polonês foi instalado aqui. Em 1967, Gozdnica recebeu o título de cidade. Entre 1975 e 1998, a cidade pertenceu administrativamente à voivodia de Zielona Góra.
No referendo sobre a adesão da Polônia à União Europeia, o município registrou o maior índice de euro-entusiasmo (92%).
Em 2016, a área municipal foi ligeiramente ampliada.

## Monumentos históricos
- Torre da antiga igreja paroquial de 1687, a igreja foi demolida em 1876, a torre incendiou em 1900, reconstruída um ano depois[8]
- Ruínas de um moinho construído entre 1684 e 1699, destruído por um incêndio em 1989[8]
- Igreja de São Lourenço, de 1929 a 1930

## Demografia
Conforme os dados do Escritório Central de Estatística da Polônia (GUS) de 31 de dezembro de 2022, Gozdnica é uma cidade muito pequena com uma população de 2 779 habitantes (35.º lugar na voivodia da Lubúsquia e 760.º na Polônia), tem uma área de 23,93 km² (7.º lugar na voivodia da Lubúsquia e 237.º lugar na Polônia) e uma densidade populacional de 116,13 hab./km² (43.º, último lugar na voivodia da Lubúsquia e 921.º lugar na Polônia). Nos anos 2002–2021, o número de habitantes diminuiu 17,7%.
Os habitantes de Gozdnica constituem cerca de 3,59% da população do condado de Żagań, constituindo 0,28% da população da voivodia da Lubúsquia.
| Descrição                         | Total      | Total     | Mulheres   | Mulheres  | Homens     | Homens    |
| --------------------------------- | ---------- | --------- | ---------- | --------- | ---------- | --------- |
| unidade                           | habitantes | %         | habitantes | %         | habitantes | %         |
| população                         | 2 779      | 100       | 1 412      | 50,8      | 1 367      | 49,2      |
| superfície                        | 23,93 km²  | 23,93 km² | 23,93 km²  | 23,93 km² | 23,93 km²  | 23,93 km² |
| densidade populacional (hab./km²) | 116,13     | 116,13    | 58,99      | 58,99     | 57,14      | 57,14     |

## Economia

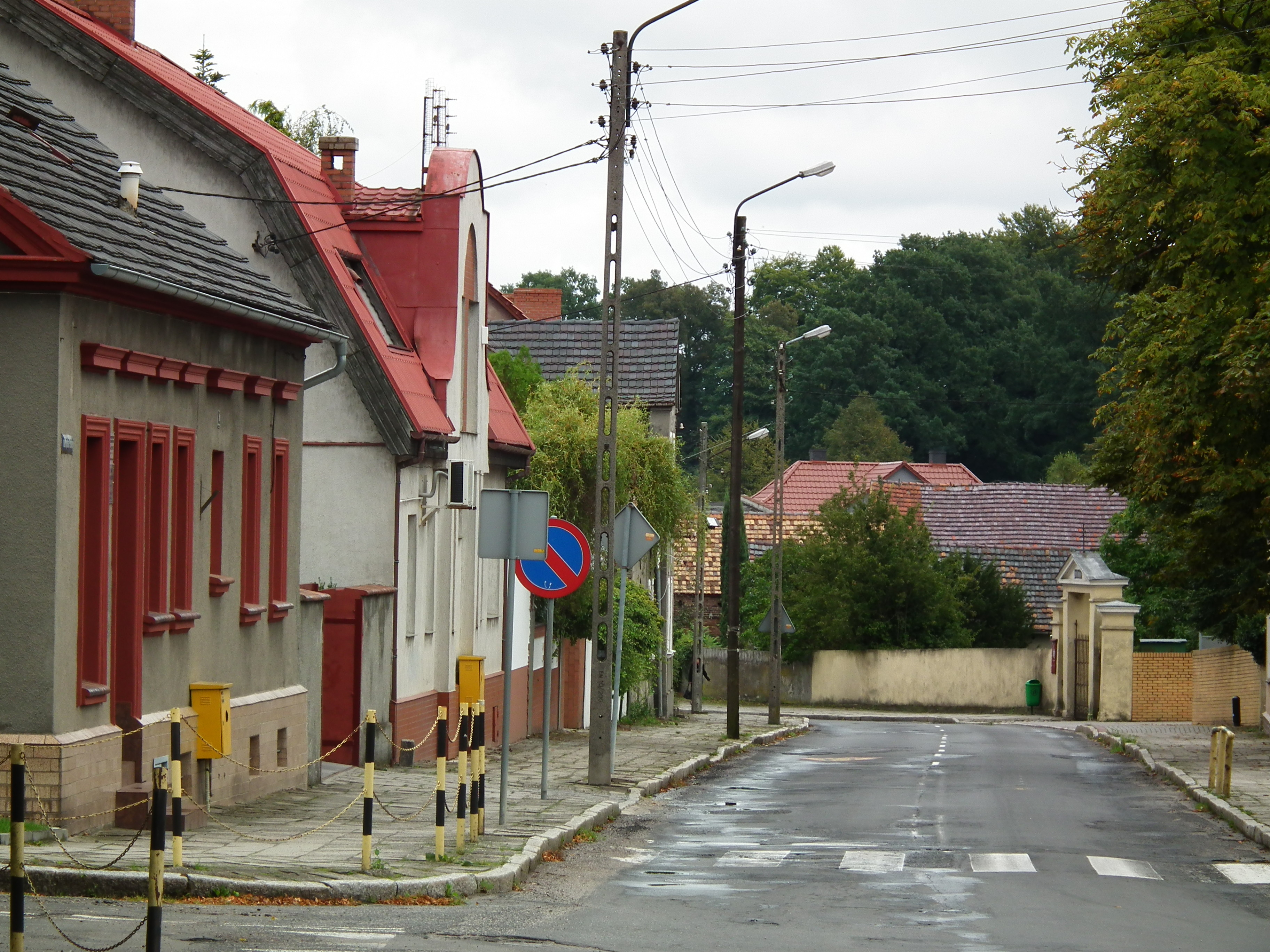
Parte do centro da cidade

Há 102 pessoas trabalhando em Gozdnica para cada 1 000 habitantes. Isso é significativamente menor do que o valor da voivodia da Lubúsquia e significativamente menor do que o valor da Polônia. 54,4% do total de empregados são mulheres e 45,6% são homens. O desemprego registrado em Gozdnica foi de 4,0% em 2021 (4,1% entre as mulheres e 3,9% entre os homens). Isso é significativamente menor do que a taxa de desemprego registrada para a voivodia da Lubúsquia e significativamente menor do que a taxa de desemprego registrada para a Polônia na totalidade.
Em 2021, o salário médio mensal bruto em Gozdnica era de 4 823,38 PLN, correspondendo a 80,40% do salário médio mensal bruto na Polônia. Entre os residentes economicamente ativos de Gozdnica, 125 pessoas saem para trabalhar em outras cidades e 53 trabalhadores vêm para trabalhar de fora do município.
20,2% dos residentes economicamente ativos de Gozdnica trabalham no setor agrícola (agricultura, silvicultura, caça e pesca), 28,1% na indústria e construção, 20,3% no setor de serviços (comércio, reparação de veículos, transporte, hospedagem e alimentação, informação e comunicação) e 2,4% trabalham no setor financeiro (atividades financeiras e de seguros, serviços imobiliários).

## Educação
- Escola de ensino fundamental Pierwszych Osadników[12]
- Escola pública de Ensino Médio Krzysztof Kamil Baczyński[13]

## Esportes
- Clube esportivo municipal “Budowlani” Gozdnica, fundado em 1947:[14]

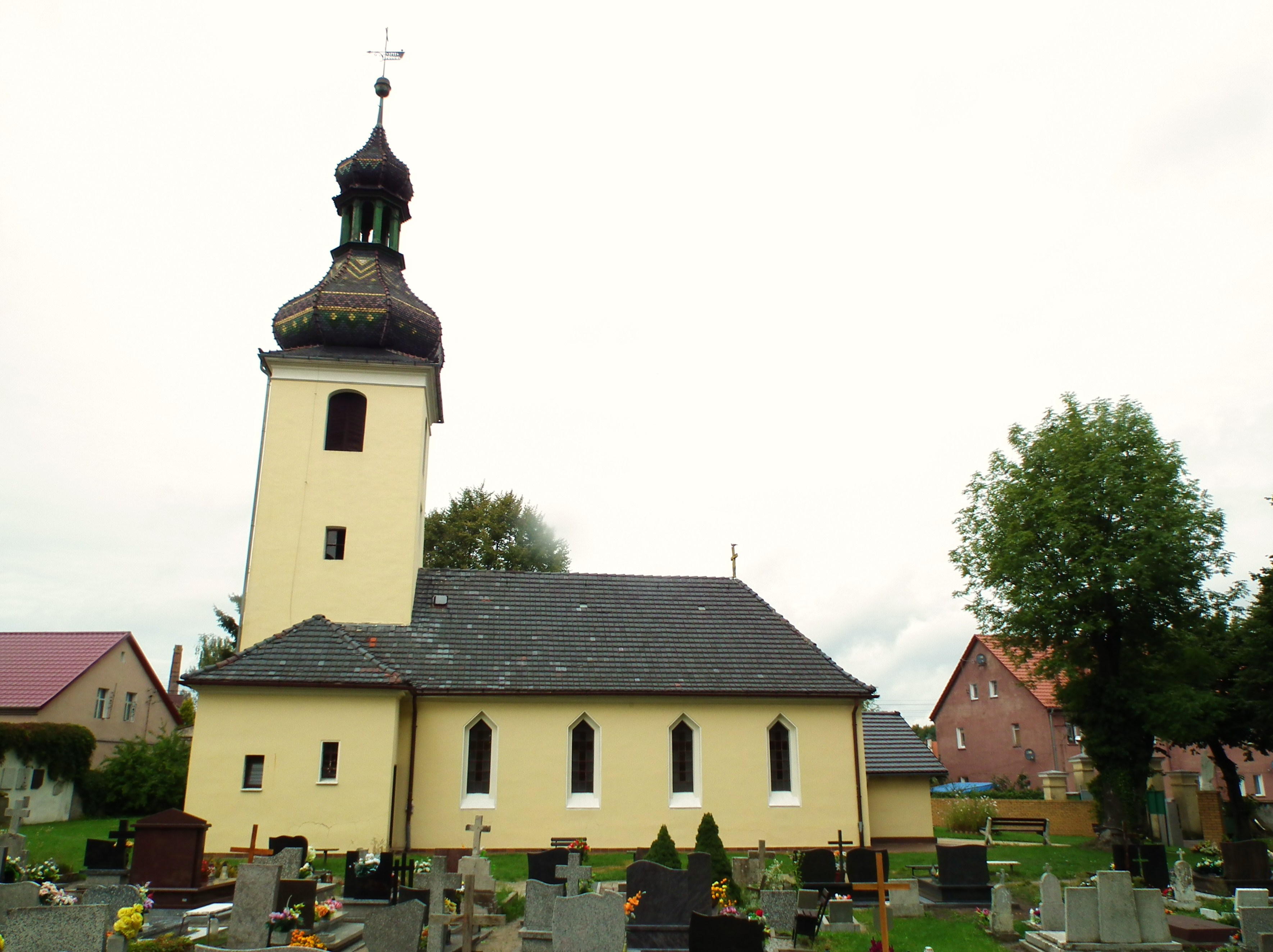
Igreja do Espírito Santo

  - Futebol — classe B

## Associações religiosas
Há 2 paróquias e 2 igrejas paroquiais em Gozdnica:

### Igreja Católica de Rito Latino
- Paróquia de São Lourenço em Gozdnica[15]

### Igreja Católica Polonesa
- Paróquia do Espírito Santo em Gozdnica